# Ричард Уильямс (Кромвель)
Сэр Ричард Уильямс, также известный как сэр Ричард Кромвель (англ. Sir Richard Williams, Sir Richard Cromwell; ок. 1510 года — 20 октября 1544 года) — валлийский солдат и придворный во время правления короля Англии Генриха VIII. Племянник по материнской линии Томаса Кромвеля. Он извлек выгоду из роспуска римско-католических монастырей, в которых принимал активное участие. Он был патрилинейным прадедом Оливера Кромвеля.

## Ранняя жизнь
Ричард Уильямс родился около 1510 года в приходе Лланишен, графство Гламорганшир. Он был старшим сыном и наследником Моргана Уильямса, начинающего валлийского адвоката (потомка по отцовской линии Кадугана ап Бледдина, принца Поуиса), который переехал из Гламоргана в Патни (англ.), где первоначально занимался бизнесом трактирщика и пивовара. Моргану Уильямсу посчастливилось жениться на Кэтрин, сестре Томаса Кромвеля, задолго до начала его блистательной карьеры в качестве великого министра Генриха VIII. В дальнейшей жизни Ричард Уильямс и его сын получат финансовую выгоду от этих отношений, получив значительные земельные владения, конфискованные у церкви.

## ПротежеТомаса Кромвеля
Ричард Уильямс появился при дворе короля Генриха VIII благодаря родству с Томасом Кромвелем, королевским фаворитом, которого этот монарх возвысил из скромного положения до графа Эссекса, генерал-викария и рыцаря Ордена Подвязки. Когда Томас Кромвель составил завещание в июле 1529 года, его племянник, чьи родители уже умерли, находился тогда на службе у маркиза Дорсета (отца Генри Грея и деда леди Джейн Грей). К осени 1529 года он принял фамилию Кромвель, а после смерти маркиза Дорсета в 1530 году его нанял Стивен Гардинер до начала 1533 года, когда он присоединился к дому своего дяди в Остин-Фрайарз и во время службы был представлен ко двору. В течение следующих десяти лет, будучи Ричардом Уильямсом и по прозванию Кромвелем (Richard Williams alias Cromwell), он действовал как доверенный агент своего дяди, часто получая вместе с ним в должности и гранты. Будучи представлен Генриху VIII своим дядей Томасом Кромвелем, и обладая многими качествами, он вскоре извлек выгоду из королевских щедрот, которыми Генрих щедро одаривал своих фаворитов. Ричард Кромвель получил значительные должности и земельные владения в начале правления его родственника; и, по-видимому, он активно участвовал в подавлении восстания Благодатное паломничество (1536—1537).

## Роспуск монастырей
Во время роспуска монастырей сэр Ричард Кромвель принял активное участия в секуляризации собственности и имущества римско-католической церкви на территории Англии.
8 марта 1537/1538 года Ричард Кромвель получил в собственность женский монастырь Хинчингбрук в графстве Хантингдоншир. Также он получил во владение несколько приходов и сёл в графствах Хантингдоншир, Кембриджшир, Бедфордшир, Ратленд и Нортгемптоншир. В том же году Ричард Кромвель получил королевскую грамоту на монастырь Сотри-Джудит в графстве Хантингдоншир и аббатство Греев в Грейт-Ярмуте в графстве Норфолк. 4 марта 1540 года ему было передано короной богатое аббатство Рэмси в Хантингдоншире.

## Член парламента и верховный шериф
К 1539 году Ричард Кромвель стал членом Тайной палаты и в том же году был избран депутатом Палаты общин от Хантингдоншира. В 1539 или начале 1540 года, в возрасте тридцати лет, Ганс Гольбейн Младший, возможно, написал его портрет.
Он был посвящен в рыцари 2 мая 1540 года во время турнира в Вестминстере, где отличился своим военным мастерством и отвагой.
Падение и казнь дяди сэра Ричарда Томаса Кромвеля, 1-го графа Эссекса, в июле 1540 года не оказали (как можно было бы предположить) отрицательного влияния на его общественное положение или личное состояние. Он был назначен верховным шерифом Кембриджшира и Хантингдоншира в 1541 году и снова вернулся в качестве члена парламента от Хантингдоншира, в парламент, который открылся 16 января 1542 года. В этом году король Генрих VIII пожаловал ему монастырь Святой Марии в городе Хантингдон и Монастырь Святого Неотса, ежегодная стоимость которых составляла £ 232 7s. и £256 1s. 3d.
Помимо уже упомянутых наград, сэр Ричард Кромвель получил должности управляющего лордства Арченфилд, констебля замка Гудрич в Уэльсе, а также полномочия назначать на эти должности старшего сержанта и привратника во время отсутствия графа Шрусбери. Он также получил в дар монастырь Святой Елены Бишопсгейт в Лондоне, замки, лордства и поместья Манорбье и Пеналли, как в графстве Пембрукшир, стоимостью 100 фунтов стерлингов ему и его наследникам-мужчинам по рыцарской службе, а также в обмен на другие земли, аббатство Нит в Гламоргане.

## Война во Франции
Когда в 1542 году разразилась война с Францией, Ричард Кромвель был отправлен во Францию в качестве генерала пехоты: все офицеры для этой экспедиции были отобраны, они были «хорошими харди и доблестными рыцарями, эсквайрами и джентльменами». Это войско, насчитывавшее 6000 человек, переправившись через море, высадилось из Кале, чтобы 22 июля присоединиться к армии германского императора Карла V, пытавшегося отвоевать крепость Ландреси в графстве Эно, недавно отнятые у него французами. Король Франции Франциск I, собрав свою армию, выступил на помощь осажденному гарнизону. Французская армия появилась под стенами Ландреси, а союзники с императором во главе так же смело выступили против них, но когда обе стороны сочли битву неизбежной и союзники вывели свою армию, французы воспользовался этой возможностью, чтобы пополнить крепость солдатами, боеприпасами и провизией, и отступили назад. Немцы и англичане стали преследовать французов и напали на дофина, оставшегося с арьергардом; но, будучи слишком нетерпеливы, они попали в засаду, и многие из англичан были взяты в плен; среди них были сэр Джордж Кэрью, сэр Томас Палмер и сэр Эдвард Беллингем. Однако англичане щедро отплатили французам, убив и взяв в плен большое количество людей. Марк Ноубл придерживался мнения, что английские войска вели себя очень галантно во время своего короткого пребывания во Франции, которое продолжалось только до ноября того же года. В отчете об этой экспедиции история не фиксирует особых достижений отдельных лиц, составлявших армию, но Ноубл предполагает, что сэр Ричард Кромвель вел себя со своим обычным хорошим поведением; тем более, что в следующем 1544 году король Генрих VIII назначил его констеблем в замке Беркли.

## Брак и дети
К 8 марта 1534 года Ричард Кромвель женился на Фрэнсис (ок. 1520 — ок. 1543), дочери Томаса Мерфина (? — 1523), олдермена и бывшего лорда-мэра Лондона, и его жены Элизабет Донн, дочери сэра Ангела Донна и Энн Хавардайн. Её мать впоследствии вышла замуж за сэра Томаса Дениса в 1524 году. Леди Фрэнсис все еще жила в июне 1542 года, но умерла до того, как ее муж составил завещание 20 июня 1544 года. У супругов было два сына:
- Генри Уильямс (Кромвель) (1537—1604), старший сын и наследник Ричарда, дед Оливера Кромвеля.
- Фрэнсис Уильямс (Кромвель) (ок. 1541—1598), был одним из рыцарей графства Хантингдон в 1572 году, а позднее шерифом Кембриджшира и Хантингдоншира. Он женился на Маргарите, дочери Генри Маннока, умершей 4 августа 1598 года.

## Смерть
Сэр Ричард Кромвель умер 20 октября 1544 года. Он составил своё завещание 20 июня 1544 года, в котором называл себя сэром Ричардом Уильямсом, иначе называемым сэром Ричардом Кромвелем. Он распорядился, чтобы его тело было погребено в том месте, где умрёт, и завещал свои поместья в графствах Кембриджшир, Хантингдоншир, Линкольншир и Бедфордшир своему старшему сыну Генри с суммой в 500 фунтов стерлингов, чтобы купить ему необходимую мебель, когда он достигнет совершеннолетия. Свои же поместья в Гламорганшире он завещал своему второму сыну Фрэнсису. Также он завещал по 300 фунтов каждой из своих племянниц, Джоан и Энн, дочерей своего брата Уолтера Кромвеля. Томас Вингфилд, в то время подопечный сэра Ричарда, должен был жениться на любой из них, он должен был передать ему свое опекунство, в противном случае то же самое должно было быть продано. Душеприказчиками были назначены Габриэль Донн, Эндрю Джадд, Уильям Коук, Филип Ленталл и Ричард Сервингтон. Его завещание было подтверждено 24 ноября 1546 года.

## Память
Ричард Кромвель стал персонажем романов Хилари Мантел «Вулфхолл» и «Введите обвиняемых».